# Carneisco
Carneisco (in greco antico: Καρνεῖσκος?, Karnêiskos; fine IV secolo a.C. – inizio III secolo a.C.) è stato un filosofo epicureo greco antico.

## Biografia
Carneisco, vissuto circa nel 300 a.C., fu sicuramente diretto discepolo di Epicuro.

## Filista
È noto come l'autore di una biografia celebrativa i cui frammenti sono stati rinvenuti tra i resti carbonizzati della Villa dei Papiri a Ercolano. L'opera, intitolata Filista e scritta in occasione della morte di un amico, riguarda appunto l'amicizia, ed in essa Filista è presentato come modello epicureo di vita corretta, basata sul lathe biosas e serena, da non compiangere per la morte. Il testo, che non era un dialogo, è dedicato ad un certo Zopiro , altrimenti ignoto ed era in almeno 2 libri.
Il Filista fa parte di un genere della letteratura epicurea, quello encomiastico-esortativo, di cui esistevano due tipologieː una prima che riflette sulla lode delle qualità della filosofia e sul ruolo benefico per la vita degli uomini; una seconda tipologia, invece, legata alla celebrazione della vita esemplare del saggio epicureo, da cui trarre esempio per un agire corretto. Al primo raggruppamento può appartenere il PHerc. 1520, con il primo libro dell’opera Sulla Filosofia di Polistrato; al secondo, invece, risale l’ampia produzione biografica e pseudo-biografica con, appunto, il Filista o il PHerc. 1044 con l’anonima Vita di Filonide.
I frammenti a noi pervenuti (dal II libro) testimoniano come Carneisco contrapponga la dottrina epicurea sull'amicizia e sul piacere a quella del peripatetico Prassifane. In effetti, i resti della Filista consentono di ricostruire i rapporti tra Prassifane, Epicuro e i membri del Giardino, ma permettono anche di ricostruire alcuni aspetti delle opinioni di Prassifane sull'amicizia e di attribuirgli un'opera forse intitolata Perì philìas.